# Pedro Fernández Hernández (Vox)
Pedro Fernández Hernández (Madrid, 11 de febrero de 1970) es un abogado y político español, fue miembro del Comité Ejecutivo Nacional (CEN) del partido político Vox y diputado en la XIII legislatura de España y en la xiv legislatura del Congreso por la provincia de Zaragoza. También fue concejal de oposición del Ayuntamiento de Madrid desde el 15 de junio de 2019, hasta el 17 de junio de 2023.